# 斯凱湖 (佛羅里達州)
斯凱湖（英語：Sky Lake）是位於美國佛羅里達州橙縣的一個人口普查指定地區。

## 地理
斯凱湖的座標為28°27′39″N 81°23′30″W / 28.46083°N 81.39167°W，而該地最高點為海拔高度30米（即98英尺）。

## 人口
根據2010年美國人口普查的數據，斯凱湖的面積為3.30平方千米，當中陸地面積為3.30平方千米，而水域面積為0.00平方千米。當地共有人口6153人，而人口密度為每平方千米1,864人。